# Attalea speciosa
Babasú, palma babasu o cusi (Attalea speciosa u Orbignya phalerata) Mart. ex Spreng., es una palma de las Arecáceas.

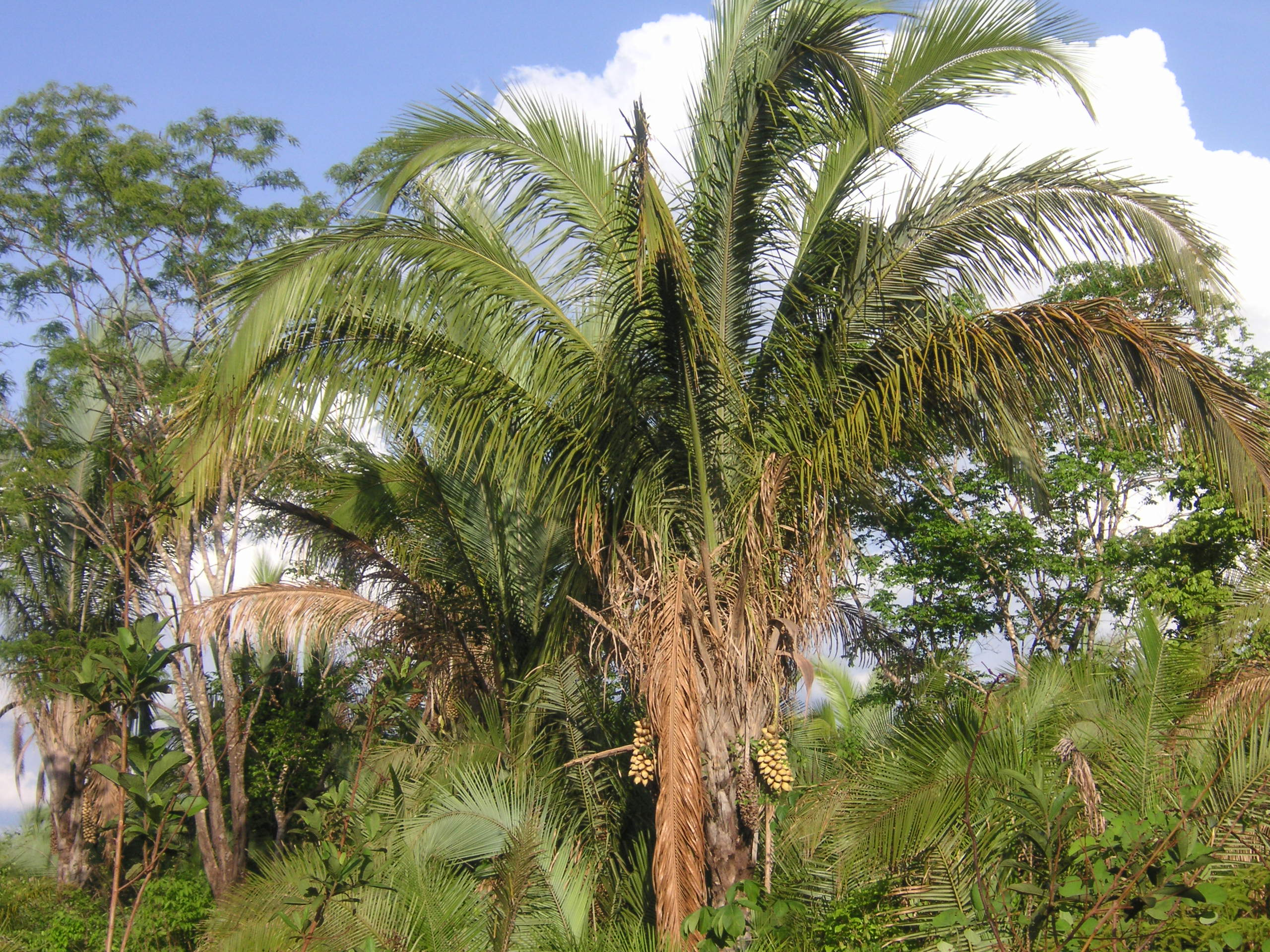
Vista de la planta

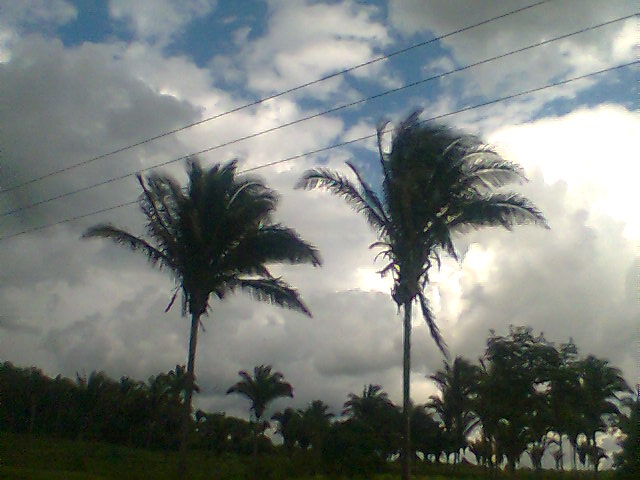
Vista de la planta

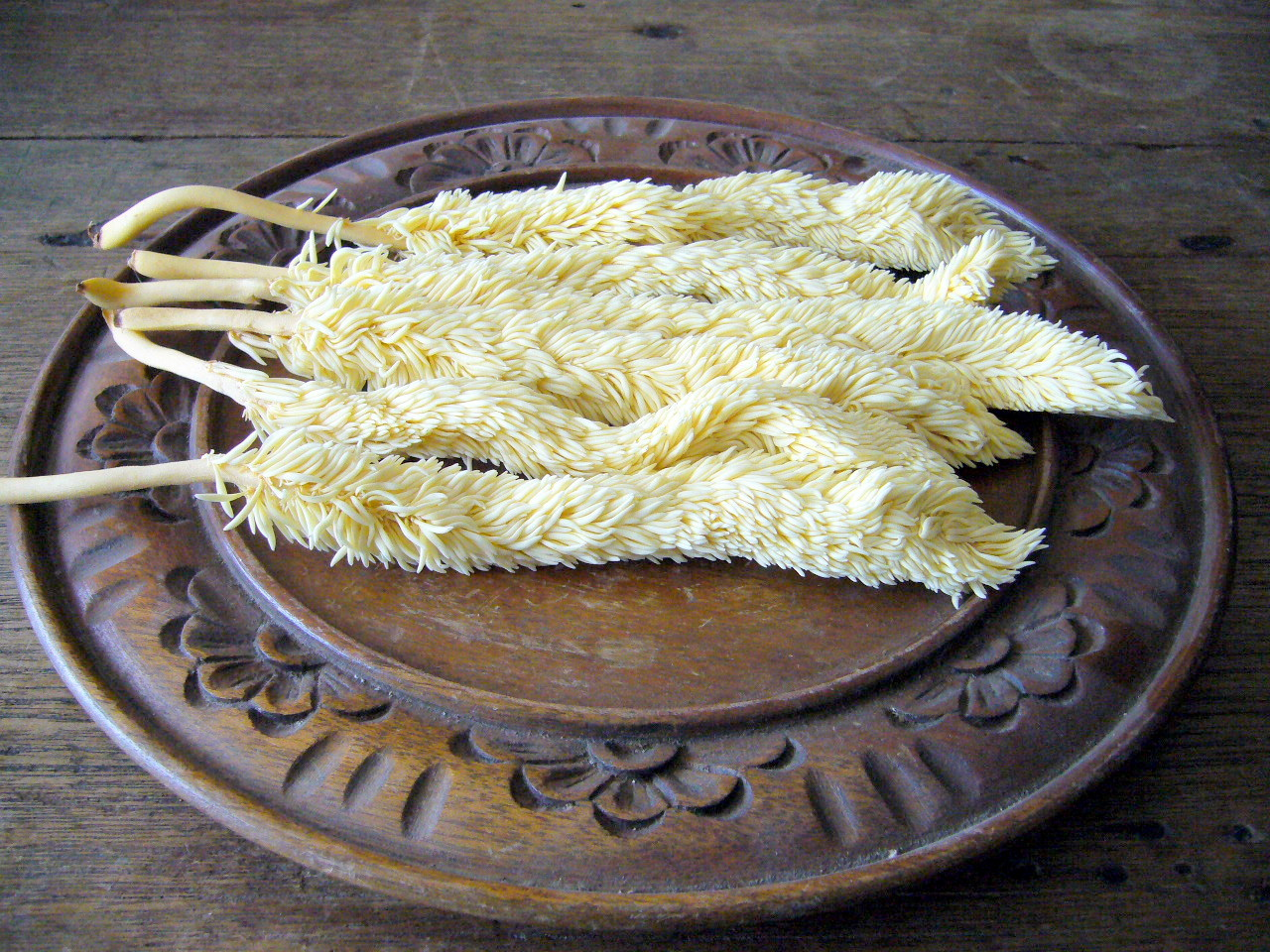
Corozo

## Hábitat
Es nativa del bosque húmedo del Amazonas. La palma babasú es una especie predominante en el palmeral de Maranhão de los departamentos peruanos de San Martín, Loreto, la selva de Maranhão Babaçu de los estados Maranhão y Piauí en Brasil, las zonas más húmedas de los departamentos de Beni y Pando en Bolivia, así como  en toda la selva tropical amazónica.

## Descripción
Palmera de tronco simple, de hasta 20 m de altura y 25-40 cm de diámetro. Hojas pinnadas, con los folíolos dispuestos en el mismo plano. Inflorescencia que nace entre las hojas sobre largos pedúnculos. Flores masculinas con 21-56 estambres. Frutos de pulpa fibrosa-harinosa, con 3-6 semillas elipsoide-oblongas, de 6-12 cm de longitud.

## Propiedades
Tiene valor comercial debido a que sus semillas producen un aceite comestible, conocido por aceite babasu, usado también como limpiador y en la elaboración de productos para el cuidado del cutis. Recientemente se experimenta la fabricación de biodiésel, decantando aceite.
Además el fruto es medicinal y se usa como ayuda de belleza y para producir bebidas; el mesocarpio es rico en almidón. Las hojas proveen paja para cubiertas de casas y también para construir paredes. Los tallos se usan como madera. Es considerada una maleza en pasturas del Cerrado en Brasil.
Con el fruto y las hojas, los artesanos del estado de Tocantins (Brasil) confeccionan diversos productos de artesanía, constituyendo una importante actividad en la economía del estado.
Unas 400 mil personas, casi todas mujeres, sobreviven extrayendo aceite del fruto y otros productos aprovechables del babasú para la alimentación, la construcción y la confección de artesanías.

## Taxonomía
Attalea speciosa  fue descrita por Mart. ex Spreng. y publicado en Systema Vegetabilium, editio decima sexta ii: 138. 1825.
Etimología
Attalea: nombre genérico que conmemora a Atalo III Filometor, rey de Pérgamo en Asia Menor, 138-133 antes de Cristo, que en el ocaso de su vida se interesó por las plantas medicinales.
speciosa: epíteto latino que significa "llamativa".
Sinonimia
- Attalea phalerata Mart. ex Spreng.
- Orbignya martiana Barb.Rodr.
- Orbignya phalerata Mart.
- Orbygnia speciosa (Mart.) Barb.Rodr.[4]
- Attalea glassmanii Zona
- Attalea lydiae (Drude) Barb.Rodr.
- Heptantra phalerata (Mart.) O.F.Cook
- Orbignya barbosiana Burret
- Orbignya cuci Kunth ex H.Wendl.
- Orbignya huebneri Burret
- Orbignya lydiae Drude
- Orbignya macropetala Burret[5][6][7]

## Nombres comunes
- Español: Babasú, palma babasu, cusi.

- Flora del bosque húmedo amazónico de Brasil
- Artesanía en Taquarussu (Tocantins)